# Ibrahim Michael Ibrahim
Ibrahim Michael Ibrahim BS, auch Ibrahim Ibrahim (* 22. März 1962 in Jinsnaya, Libanon) ist ein libanesischer Geistlicher und melkitischer Erzbischof von Zahlé und Furzol.

## Leben
Ibrahim studierte Theologie und machte einen Abschluss als Bachelor für Theologie an der Päpstlichen Universität Gregoriana in Rom. Danach machte er, ebenfalls in Rom, einen Masterabschluss für Theologie an der Päpstlichen Lateranuniversität. Er spricht fließend Englisch, Französisch, Arabisch, Italienisch und Griechisch. Am 18. Juli 1987 wurde er in Sidon zum Ordenspriester der Melkitischen Basilianer vom Heiligsten Erlöser geweiht. Ibraham ging in die Vereinigten Staaten und wurde Pastor der Pfarrgemeinde Saint Elias in Cleveland, Ohio. 1990 wurde er zum Archimandrit und Protopresbyter für die Westregion der Eparchie Newton unter Erzbischof Ignatius Ghattas berufen. Gleichzeitig war er Prior der in den USA tätigen Ordenspriester der Basilianer und für ökumenische Angelegenheiten zuständig.
Am 18. Juni 2003 folgte die Ernennung zum Bischof von Saint-Sauveur in Kanada als Nachfolger von Bischof Sleiman Hajjar, der einem plötzlichen Herztod erlag, durch die Synode der melkitischen Kirche. Im Alter von 41 Jahren wurde er zum seinerzeit jüngsten Bischof der melkitischen griechisch-katholischen Kirche berufen. Am 17. August 2003 spendete ihm der Patriarch von Antiochien, Gregor III. Laham, die Bischofsweihe. Mitkonsekratoren waren Bischof John Adel Elya BS von Newton und Erzbischof François Abou Mokh BS, emeritierter Kurienbischof beim Melkitischen Patriarchat von Antiochien.
Im Juni 2021 wählte ihn die melkitische Synode zum Erzbischof von Zahlé und Furzol. Papst Franziskus bestätigte die Wahl am 26. Juni 2021. Die Amtseinführung fand am 18. Dezember desselben Jahres statt.